# Пол ангелов
«Пол ангелов» (исп. El sexo de los ángeles) — испанский фильм режиссёра Хавьера Вильяверде, премьера которого состоялась 4 марта 2012 года.

## Сюжет
Карла (Астрид Берже-Фрисби) и Бруно (Льоренс Гонсалес) влюблены друг в друга и наслаждаются беззаботным времяпрепровождением в компании друзей, пока однажды в их жизни не появляется Рай (Альваро Сервантес) — обаятельный и загадочный парень, живущий не по правилам. В этой истории о любви и дружбе все привычные границы стираются в ритме брейкданса и провокационном, возбуждающем и глубоко трогательном взгляде на романтические взаимоотношения.

## В ролях
- Астрид Берже-Фрисби — Карла
- Льоренс Гонсалес — Бруно
- Альваро Сервантес — Рай
- Соня Мендес — Марта
- Жульета Марокко — Мария
- Льюиза Кастелл — мать Карлы
- Марк Гарсиа Коте — Адриан
- Марк Посьэльо — Дани
- Рикард Фарре — Оскар
- Ана Симини — Виржиния Далмау
- Марсель Томас — владелец магазина

## Награды
Приз фестиваля FilmOut San Diego за лучший иностранный фильм, две награды кинофестиваля в Малаге, Iris Prize МКФ в Кардиффе.